# Pola Gonciarz
Pola Gonciarz (ur. 13 października 1998 w Warszawie) – polska tancerka i aktorka telewizyjna, teatralna i filmowa.

## Kariera
W 2001 zadebiutowała jako aktorka epizodyczną rolą Hanusi, córki Kuźników w cotygodniowym serialu obyczajowym TVP2 Na dobre i na złe. W 2014 powróciła do serialu, tym razem odgrywając postać Blanki Consalidy, córki Wiktorii. Gra także w filmach i teatrze.
W 2017 otrzymała nagrodę publiczności w krajowych eliminacjach do Konkursu Eurowizji dla Młodych Tancerzy. W 2019 zdobyła nagrodę dziennikarzy i fotoreporterów podczas 56. Krajowego Festiwalu Piosenki Polskiej w Opolu.
W 2023 zajęła szóste miejsce w 19. edycji programu rozrywkowego Polsatu Twoja twarz brzmi znajomo.

## Życie prywatne
Jest córką aktora Sebastiana Gonciarza.

## Filmografia
- od 2001: Na dobre i na złe jako:
  - 2001: jako Hanusia, córka Kuźników (odc. 88)
  - 2002: jako córka sanitariusza Marcina (odc. 119)
  - od 2014: jako Blanka Consalida
- 2020: Asymetria jako Jolanta, siostra „Gruszki”
- 2021: Wesele jako młoda Ela
- 2022: Komisarz Mama jako tancerka Ewa Nowak (odc. 28)
- 2022: Komisarz Alex jako modelka Inga Dębska (odc. 219)
- 2022: Mój agent jako recepcjonistka (odc. 4)
- 2022: Marta Grall jako Albertyna
- 2023: Kobieta z... jako bratowa Andrzeja/Anieli w młodości
- 2024: Ojciec Mateusz jako ekolożka Patrycja (odc. 396)
- 2024: Zgon przed weselem jako asystentka Rylskiego

Źródło: 

## Nagrody
- 2017: nagroda publiczności w krajowych eliminacjach do konkursu Eurowizji dla Młodych Tancerzy;
- 2019: LVI Krajowy Festiwal Piosenki Polskiej w Opolu – nagroda dziennikarzy i fotoreporterów.